# لیگ فوتبال استان گلستان
لیگ استان گلستان بالاترین سطح فوتبال در استان گلستان می‌باشد که در پنجمین سطح از فوتبال ایران و بعد از لیگ دسته سوم فوتبال ایران قرار دارد. قهرمان این جام به مسابقات کشوری لیگ دسته سوم فوتبال ایران راه می‌یابد و جواز حضور در جام حذفی را کسب می‌کند.
این مسابقات بخشی از برنامه ویژه آسیا است.

## نحوه برگزاری
مسابقات در یک مرحله و بین ۸ تیم برگزار می‌شود. قهرمان لیگ به لیگ دسته سوم فوتبال ایران صعود می‌کنداین مسابقات هر سال توسط هیئت فوتبال استان گلستان برگزار می‌شود.

## فصل ۹۷–۱۳۹۸
تیم‌های حاضر
- استیل البرز آق قلا
- پدیده گنبد
- پرسپولیس کردکوی
- دارائی گز
- علم و ادب سپاهان گرگان